# リード・マラー符号
リード・マラー符号（リード・マラーふごう、英: Reed–Muller code）は、通信で使われる線型な誤り訂正符号の1つの種類である。発見者は Irving S. Reed と D. E. Muller である。リード・マラー符号は、R(r, m) で表され、r は符号の次数、m は符号語の長さ n = 2m である。リード・マラー符号は、元が {0, 1} である有限体 GF(2m) におけるバイナリ関数に関連する。
符号 R(0, m) は反復符号、符号 R(1, m) はアダマール符号、符号 R(m − 1, m) はパリティチェック符号である。リード・マラー符号は直交性があるために興味深い特性を持ち、ブール関数空間と見なせる。

## 構成
長さ n = 2m のリード・マラー符号は以下のように構成される。
まず
{\displaystyle \mathbb {F} _{2}^{m}=\{x_{1},\ldots ,x_{n}\}}
とおく。このとき、部分集合 {\displaystyle A\subset \mathbb {F} _{2}^{m}} に対して、指示ベクトル {\displaystyle \mathbb {I} _{A}\in \mathbb {F} _{2}^{n}} を次で定義する。
{\displaystyle \left(\mathbb {I} _{A}\right)_{j}={\begin{cases}1&(x_{j}\in A)\\0&(x_{j}\notin A)\end{cases}}}
また {\displaystyle \mathbb {F} _{2}^{n}} における次の二項演算を「楔積; wedge product」と呼ぶ。
{\displaystyle w\wedge z=(w_{1}\times z_{1},\ldots ,w_{n}\times z_{n})}
{\displaystyle \mathbb {F} _{2}^{m}} は、体 {\displaystyle \mathbb {F} _{2}} 上の m 次元ベクトル空間ゆえ、次のように記述できる。
{\displaystyle \mathbb {F} _{2}^{m}=\{\,(y_{1},\dotsc ,y_{m})\mid y_{i}\in \mathbb {F} _{2}\,\}}
このとき、n-次元空間 {\displaystyle \mathbb {F} _{2}^{n}} において次のベクトルを定義する。
{\displaystyle v_{0}=\mathbb {I} _{\mathbb {F} _{2}^{m}},\quad v_{i}=\mathbb {I} _{H_{i}}\quad (1\leq i\leq m)}
ここで、Hi は {\displaystyle \mathbb {F} _{2}^{m}}における超平面
{\displaystyle H_{i}=\{\,y\in \mathbb {F} _{2}^{m}\mid y_{i}=0\,\}}
である。リード・マラー 符号 R(r, m) とは、長さ n = 2m、 次数 0 ≤ r ≤ m であり、
{\displaystyle \{v_{0}\}\cup \{\,v_{i_{1}}\wedge \dotsb \wedge v_{i_{p}}\mid 1\leq i_{1}<\dotsb <i_{p}\leq m,\quad p\leq r\,\}}
によって生成される符号のことである。

## 例
m = 3 とする。すると n = 8 であり、次のようになる。
{\displaystyle \mathbb {F} _{2}^{3}=\{(0,0,0),(0,0,1),\ldots ,(1,1,1)\}}
そして、上の構成と同様に、次のようにおく。
{\displaystyle {\begin{aligned}v_{0}&=(1,1,1,1,1,1,1,1)\\v_{1}&=(1,0,1,0,1,0,1,0)\\v_{2}&=(1,1,0,0,1,1,0,0)\\v_{3}&=(1,1,1,1,0,0,0,0)\end{aligned}}}

### R(1, 3)
r = 1 とすると、符号 R(1, 3) は次の集合から生成される。
{\displaystyle \{v_{0},v_{1},v_{2},v_{3}\}\,}
あるいは、次の行列を生成行列とする符号である。
{\displaystyle {\begin{pmatrix}1&1&1&1&1&1&1&1\\1&0&1&0&1&0&1&0\\1&1&0&0&1&1&0&0\\1&1&1&1&0&0&0&0\\\end{pmatrix}}}

### R(2, 3)
r = 2 とすると、符号 R(2, 3) は次の集合から生成される。
{\displaystyle \{v_{0},v_{1},v_{2},v_{3},v_{1}\wedge v_{2},v_{1}\wedge v_{3},v_{2}\wedge v_{3}\}}
あるいは、次の行列を生成行列とする符号である。
{\displaystyle {\begin{pmatrix}1&1&1&1&1&1&1&1\\1&0&1&0&1&0&1&0\\1&1&0&0&1&1&0&0\\1&1&1&1&0&0&0&0\\1&0&0&0&1&0&0&0\\1&0&1&0&0&0&0&0\\1&1&0&0&0&0&0&0\\\end{pmatrix}}}

## 特性
リード・マラー符号 R (r, m) は次の特性をもつ。
- m 番目までの vi がとりうる全ての楔積の集合は、{\displaystyle \mathbb {F} _{2}^{n}} の基底である。
- ランクは次の通り[2]。{\displaystyle \textstyle \sum _{s=0}^{r}{m \choose s}}
- R (r, m) = R (r, m − 1) | R (r − 1, m − 1) ここで、'|' は2つの符号の bar product を表している。
- 最小距離は 2m − r である[3]。